# Backa Hans Eriksson
Backa Hans Eriksson, född 27 maj 1952 i Kalix, Norrbottens län, är en svensk basist (kontrabas och elbas).

## Biografi
Backa Hans Eriksson är utbildad vid Kungliga Musikhögskolan i Stockholm och Musicians Institute i Los Angeles och han har även undervisat vid dessa två skolor. Han har varit verksam som musiker sedan mitten av 1970-talet och turnerat och spelat in med artister som Ulf Lundell, Ted Gärdestad, Lisa Ekdahl, Peter LeMarc, Robert Broberg, Mamma Mu och Kråkan, Nordman, Anders Widmark, CajsaStina Åkerström, Helen Sjöholm, Povel Ramel, Ingemar Olsson, Louise Hoffsten, Lars Demian, samt medverkat i musikaler som Kristina från Duvemåla och Chess. 1997 kunde man se honom som kattbasist i TV:s julkalender Pelle Svanslös.
Som arrangör har han bidragit till inspelningar med till exempel Lisa Nilsson – ”Himlen runt hörnet” och Tommy Nilsson – ”Öppna din dörr” & Olle Adolphson - "Älskar inte jag dig då". 
Namnet Backa är ett gårdsnamn från Malungs socken i Dalarna. 
Sedan 2005 turnerar Backa Hans regelbundet med CajsaStina Åkerström och i den egna duon Fairytale - Sagolik musik samarbetar han med blockflöjtisten Malou Meilink. Han framträder även ofta med Lotta och Mikael Ramel i trion Povels Naturbarn. Han medverkade 2019 på Cajsastina Åkerströms 25-årsturne.

## Utmärkelser
- 1981 - Yamaha Corporation Outstanding Bass Player Award
- 2004 - Stipendium från Stiftelsen Egil Johansens Minne